# Victor Guérin
Victor Honoré Guérin (født 15. september 1821 i Paris, død 21. september 1891 sammesteds) var en fransk opdagelsesrejsende og orientalist.
Guérin var professor i retorik ved forskellige franske universiteter – heriblandt Institut Catholique de Paris. I 1852 blev han medlem af den franske arkæologiske skole i Athen. Herfra foretog han flere undersøgelsesrejser, blandt andet til øerne Rhodos, Patmos og Samos, som han beskrev i Description de Patmos et de Samos (1856) og Étude sur l'île de Rhodos (1856).
Fra 1852 rejste han til Grækenland, Egypten, Tunesien, Syrien og Palæstina. Han modtog fransk statsunderstøttelse i en årrække til systematisk undersøgelse af Det Hellige Land. Hans arbejder herfra inkluderer blandt andet hans syvbinds hovedværk: Description géographique, historique et archéologique de la Palestine (1869-80), hvor tre af værkets bind omhandler Judæa, og to andre hver Samaria og Galilæa. Guérins arbejde kombinerede historisk viden (specielt fra kirkefædre og forfattere fra korsfarertiden) med topografiske beskrivelser. Flere af de monumenter han har beskrevet, er siden forsvundet.
I 1860 rejste han til Tunesien, hvor han opdagede flere hundrede ukendte latinske og nogle puniske indskrifter, hvilket mundede ud i Voyage dans la Régence de Tunis (1862). Hans sidste værker blev La Terre sainte, son histoire, ses souvenirs i 2 bind (1881-83), og Jérusalem, son histoire, sa description, ses établissements religieux (1889).